# Domptin
Domptin é uma comuna francesa na região administrativa de Altos da França, no departamento de Aisne. Estende-se por uma área de 4,56 km². Em 2010 a comuna tinha 661 habitantes (densidade: 145 hab./km²).